# Autostrada A20 (Niemcy)

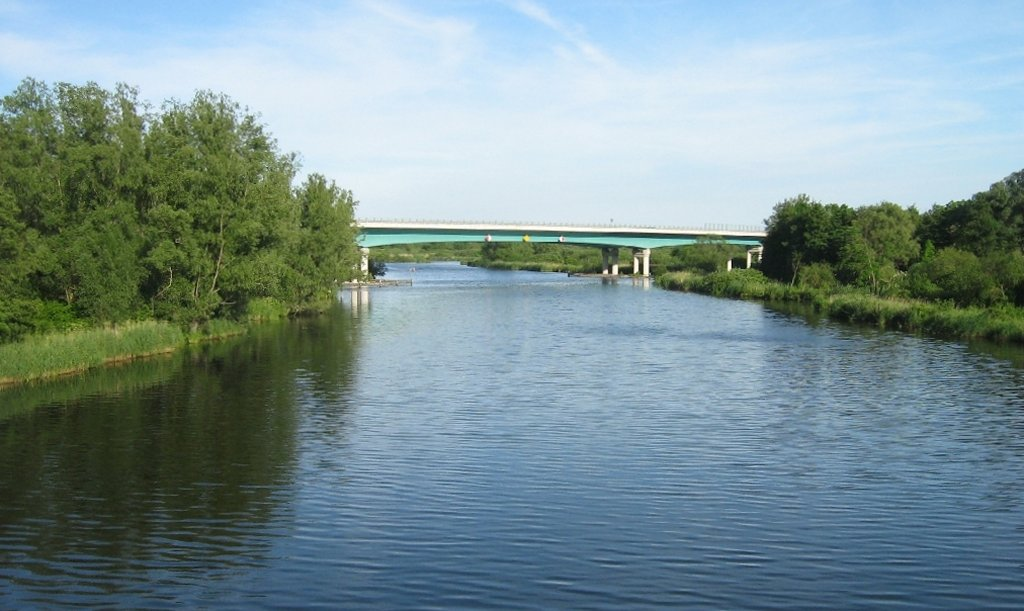
Most nad rzeką Pianą

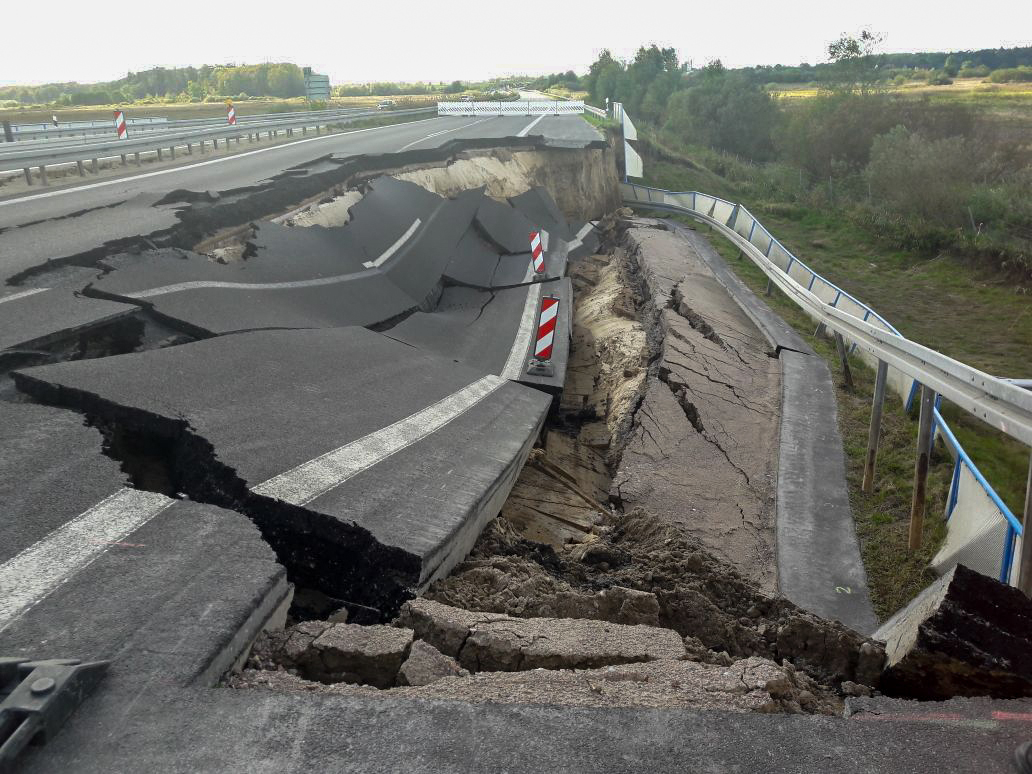
Uszkodzony odcinek A20, pomiędzy węzłami Bad Sülze i Tribsees

Autostrada A20 (niem. Bundesautobahn 20 (BAB 20) także Autobahn 20 (A20)) – autostrada w Niemczech zlokalizowana w północnej i północno-wschodniej części kraju, prowadząca od węzła Bad Segeberg-Ost (w planach jest jej dalsza rozbudowa na zachód, do węzła Westerstede z autostradą A28) do węzła Uckermark z autostradą A11 (stanowiącą wraz z polską A6 autostradowe połączenie Berlina ze Szczecinem).
Jest główną osią transportową Meklemburgii-Pomorza Przedniego, doprowadzając ruch drogowy w popularne miejsca wypoczynkowe w Niemczech: Pojezierze Meklemburskie, wybrzeże Bałtyku, wyspy Uznam i Rugia, stąd często nazywana jest "Autostradą Bałtycką" (niem. Ostseeautobahn) lub "Autostradą Nadbrzeżną" (niem. Küstenautobahn). Inna potoczna nazwa "dwudziestki" to Via Hanseatica w związku z faktem, że łączy wiele miast należących niegdyś do Ligi Hanzeatyckiej.

## Historia
Budowę A20 rozpoczęto po zjednoczeniu Niemiec, w ramach programu DEGES (Deutsche Einheit Fernstraßenplanungs-und-bau GmbH), mającego na celu rozwinięcie infrastruktury drogowej byłej NRD. Pierwszy odcinek (węzeł Grevesmühlen – węzeł Wismar, długości 25,7 km) został otwarty w listopadzie 1997. Kolejne istniejące obecnie odcinki oddawano do użytkowania, pomiędzy majem 2000 a 21 grudnia 2009. Budowa brakujących 196 km autostrady została wstępnie podzielona na 15 odcinków, a część z nich jest już w fazie realizacji. Planowana długość to 541 km.
27 października 2017 odcinek pomiędzy węzłami Bad Sülze i Tribsees został całkowicie zamknięty dla ruchu w obydwu kierunkach z powodu osunięcia się wybudowanego w grudniu 2005 stumetrowego fragmentu konstrukcji drogi nad torfowiskiem (jezdnia ze Szczecina w stronę Rostocku została wyłączona z ruchu już we wrześniu 2017). Katastrofa miała związek z zastosowaniem, podczas budowy tego odcinka eksperymentalnej metody umacniania gruntu betonowymi elementami. Od 12 grudnia 2018 roku kierowcy mogą korzystać ze stalowego tymczasowego mostu w dawnym śladzie. Docelowo planuje się, że do jesieni 2021 na zniszczonym odcinku zostanie wybudowany klasyczny most, opierający się na 25-metrowych palach.